# NGC 7378
NGC 7378 is een balkspiraalstelsel in het sterrenbeeld Waterman. Het hemelobject werd op 19 september 1879 ontdekt door de Duitse astronoom Ernst Wilhelm Leberecht Tempel.

## Synoniemen
- MCG -2-58-5
- PGC 69734